# David Kato Kisule
David Kato Kisule (13. februar 1964 – 26. januar 2011) var en ugandisk lærer og forkæmper for homoseksuelles rettigheder i Uganda. Han bliver betragtet som faderen til Ugandas gay rights movement. Han var talsmand for seksuelle minoriteter i Uganda. Kato blev myrdet i 2011, kort efter han vandt en retssag imod et magasin, som havde offentliggjort hans navn og billede med opfordringer om at dræbe ham.
Den 26. januar 2011 blev han overfaldet på vejen hjem og slået i hoved med en hammer. Han døde på vej til hospitalet.

## Fodnoter
1. ↑  Navnet er anført på bokmål og stammer fra Wikidata hvor navnet endnu ikke findes på dansk.
2. ↑  Gettleman, Jeffrey (27. januar 2011). "Ugandan Who Spoke Up for Gays Is Beaten to Death". The New York Times. Arkiveret fra originalen 28. januar 2011. Hentet 29. januar 2011.